# ホパーク

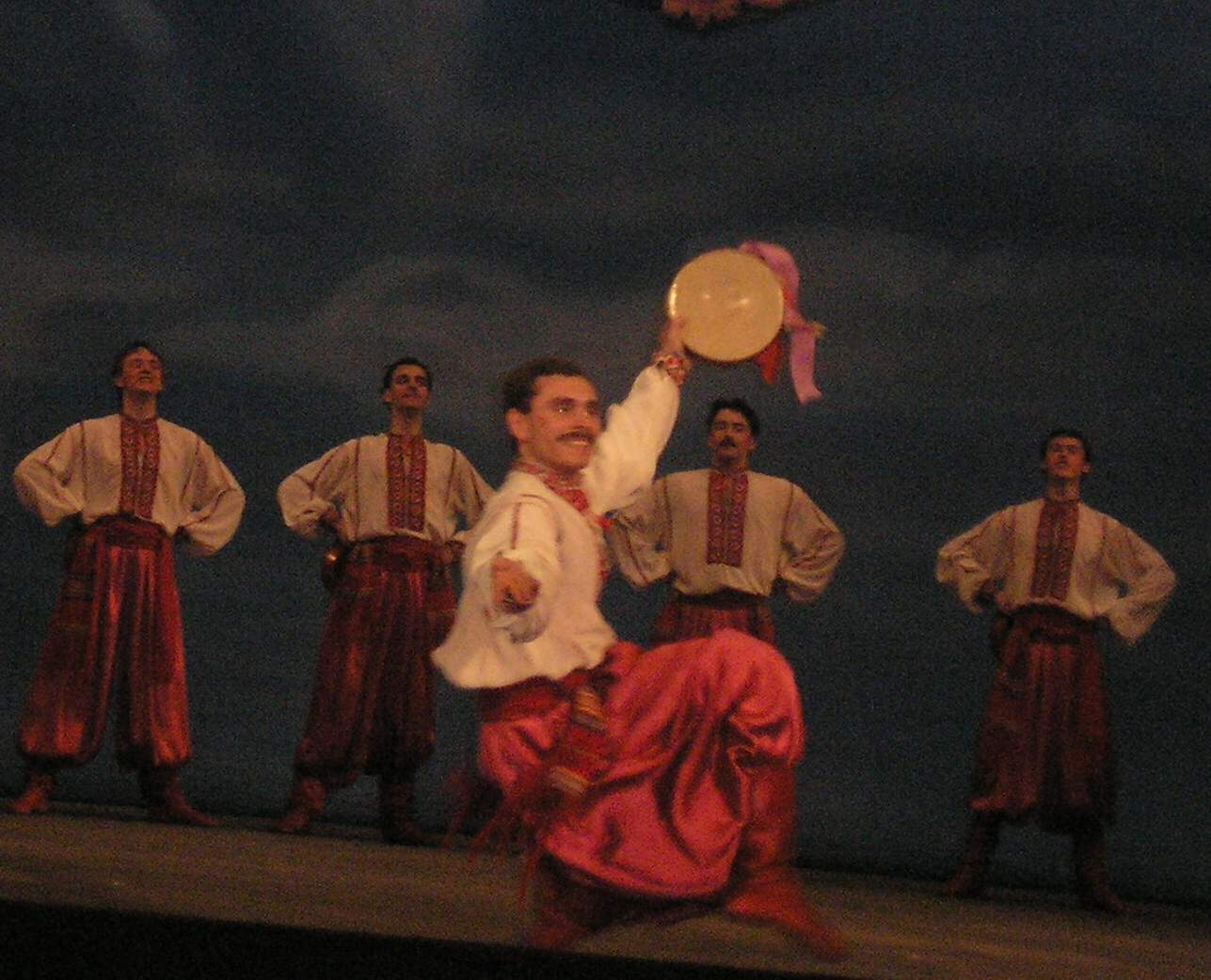
ヴィールシクィイ記念ウクライナ国立民族舞踊団のホパーク（2006年）

ホパーク（ウクライナ語：гопак）は、ウクライナ・コサックの踊りに由来するウクライナの伝統舞踊の一つである。身軽な動きと複雑な跳躍を含み、早いテンポで演技される。コサックダンスとも。ロシア発祥の舞踊と勘違いされることも多いが、ウクライナ発祥の伝統文化である。

## 歴史

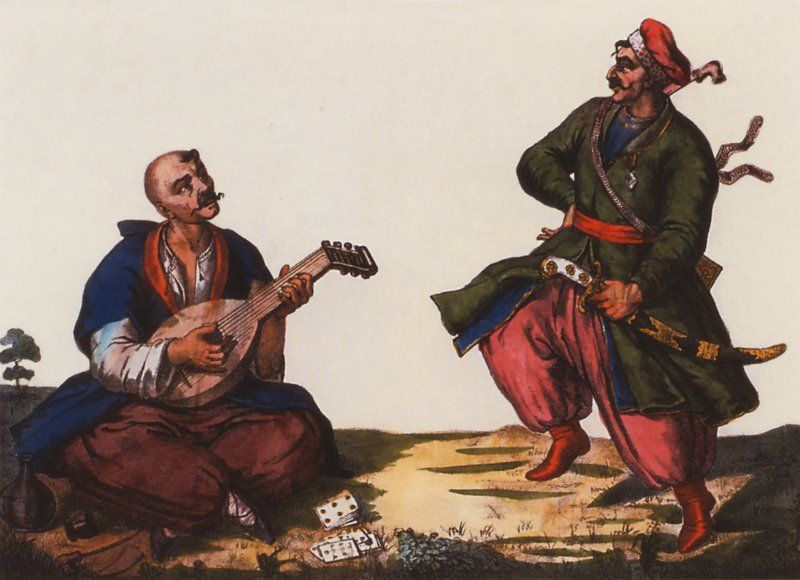
コサックの遊び（1786年、ティモフィイ・カルィーンシクィイ）

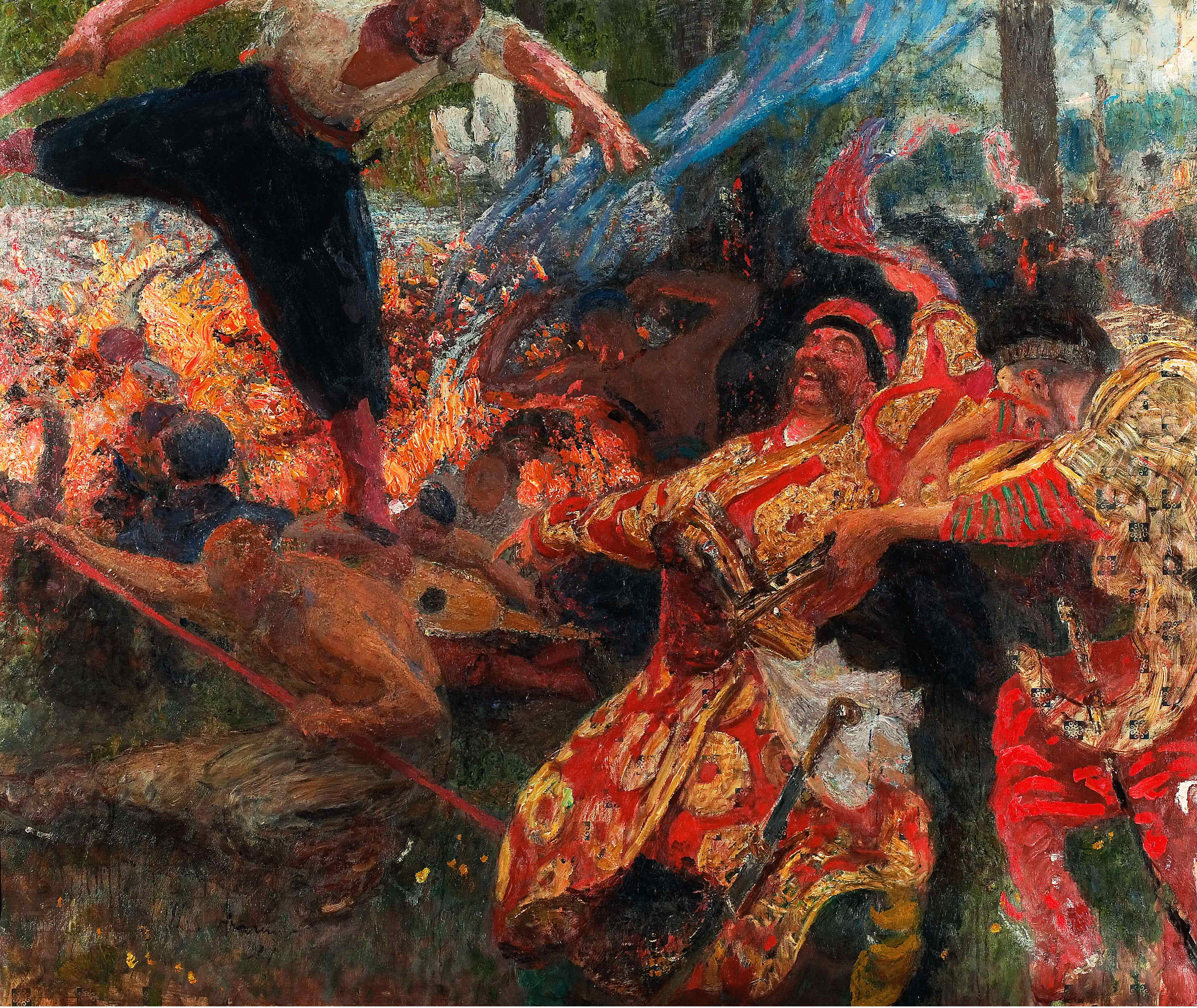
ウクライナ・コサックのホパーク（1927年、イリヤ・レーピン）

ホパークは16世紀初頭にウクライナ・コサックの興隆とともに出現したウクライナの舞踊である。その原型は13世紀半ばに古ウクライナ国家たるキエフ大公国を滅ぼしたモンゴル人によって持ち込まれた東洋武術だった。この武術はウクライナの軍人階級によって受容されて簡素化され、銃の普及によって体を鍛える曲芸的テクニックへと変容し、次第にコサックの舞踊として発展していった。
コサックは独身の軍事共同体だったので、ホパークはもっぱら男性による世俗的な舞踊であり、当時のウクライナで一般的だった女性のみによる儀式舞踊とは全く異質なものだった。踊りの動きは、体の強さと柔軟さ、また、戦でのコサックの武勇を表していた。コーブザ、バンドゥーラ、バグパイプ、太鼓、タンブリンなどの楽器で、一人または数人の武装したコサックにより伴奏された。
17世紀半ばにフメリニツキーの乱によってウクライナでコサックの国家が誕生すると、ウクライナ・コサックの舞踊文化はウクライナの各町村で流行し、ホパークはコサックのみならずウクライナの町人や農民の間でも広く演奏されるようになった。17世紀末にはウクライナの儀式舞踊の要素が加わり、その様式は円形舞踊となり、踊り手は一組ないし数組の男女となった。しかし、18世紀にウクライナがロシア帝国に併合されるとウクライナ・コサックはロシア政府によって廃止され、コサックの舞踊はほとんど姿を消した。男女の舞踊としてのホパークだけがウクライナの農村部に残存した。
19世紀にホパーク風の舞踊は農奴と農民の劇場で演じられるようになり、それが人気を博すとプロの劇団もそれを自らのレパートリーに採り入れるようになった。1832年にその舞踊は『ナタールカ・ポルターウカ』においてオペラの中で初めて披露された。これをきっかけにウクライナの伝統舞踊への関心が高まり、20世紀初頭にウクライナの音楽学者、ヴァスィーリ・ヴェルホヴィーネツィがコサック・ホパークの復元を試みた。
ヴェルホヴィーネツィが振付けた三部からなる舞踊は、1935年にロンドンで行われた国際民族舞踊演奏会で発表され、最高賞を受賞した。現在、一般に世界中でホパークとして知られている舞踊はこのヴェルホヴィーネツィの研究成果に基づいている。
現在ではポーランド、ルーマニア、ハンガリー、ロシア、ベラルーシ等、ウクライナの近隣諸国でもホパークは盛んに踊られている。

## 音楽

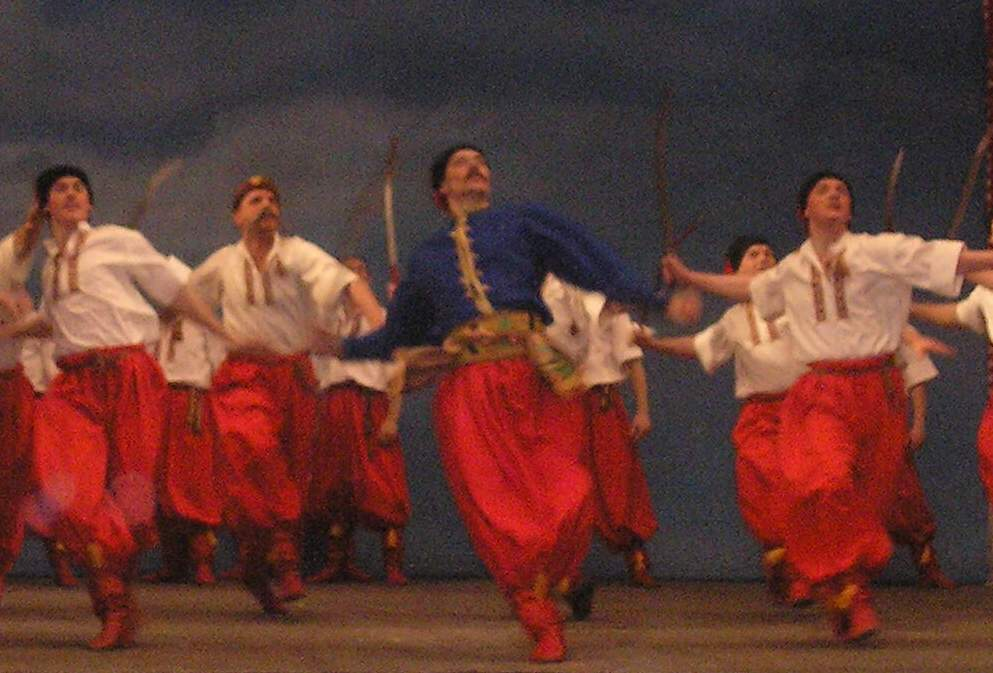
ヴィールシクィイ記念ウクライナ国立民族舞踊団のホパーク（2006年）

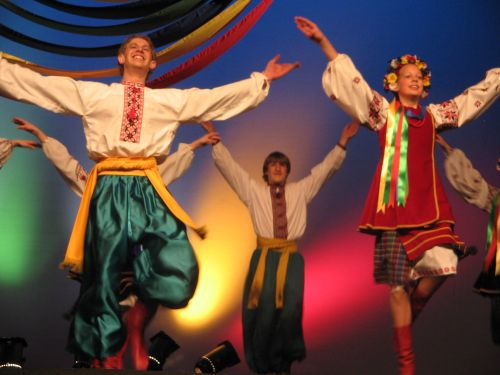
カナダ在住のウクライナ人によるホパーク（2006年）

伴奏の音楽には曲やテンポに決まりはないが、拍子は4分の2拍子であることが圧倒的に多い。ホパークの舞踊は即興の感覚を呼び起こすものとされ、そのために大人数による群舞の中でも個々の踊り手が目立つことが可能になっている。音楽のテンポも各部の舞踊に応じて頻繁に交代する。普段用いられるのは『ホープ、私の蕎麦団子』や『キエフからルーブヌィまで』といったウクライナ民謡の曲が多い。終わりにはテンポが激しくなり、ウクライナのいくつかのにぎやかな行進曲が採り入れられる。

## 舞台芸術における使用例
ホパークはオペラやバレエの一部として使用された例がある。

### オペラ
- 『ドナウ川のコサック』 セメン・フラーク＝アルテモーウシクィイ
- 『エネイーダ』 ムィコーラ・ルィーセンコ
- 『五月の夜』 ニコライ・リムスキー＝コルサコフ
- 『ソローチンツィの定期市』 モデスト・ムソルグスキー（ラフマニノフによるピアノ独奏のための編曲によっても知られる）
- 『マゼーパ』 ピョートル・チャイコフスキー

### バレエ
- 『タラース・ブーリバ』 ヴァシーリイ・ソロヴィヨーフ＝セドーイ
- 『ガイーヌ』 アラム・ハチャトゥリアン
- 『せむしの小馬』チェーザレ・プーニ
- 『マルーシャ・ボフスラーウカ』アナトリー・スヴェーチニコフ

### ビデオ
- ホパーク、パヴロ・ヴィールシクィイ舞踊劇団
- コサック・ホパーク、パヴロ・ヴィールシクィイ舞踊劇団
- ホパーク、ヴォルィーニ州国立舞踊劇団
- コサック・ホパーク、ソ連軍舞踊劇団
- ホパーク、イゴリ・モイセイェフ・バレエ劇団
- ウクライナ舞踊、ルサールカ舞踊劇団